# Laodice (reina dels galadens)
Laodice (en llatí Laodice, en grec antic Λαοδίκη) fou reina del poble dels galadens.
Flavi Josep en parla, i diu que estava en guerra contra els parts, i que en aquesta lluita va rebre l'ajut del rei selèucida Antíoc X Eusebi (que governava sobre l'any 90 aC), però va morir en una batalla contra els parts.